# 황제성의 황제파워
《황제성의 황제파워》는 SBS 파워FM(수도권 FM 107.7MHz)에서 매일 오후 4시에 방송 중인 라디오 예능 프로그램이다.

## 개요
방송인 붐의 스케줄 문제로 종영된 《붐붐파워》 후속으로 신설됐다.
SBS 라디오본부 측이 2022년 7월 11일 공식 보도 자료를 통해 공식 편성했음을 미리 밝혔었다.

## DJ
- 1대 : 코미디언 황제성 - 2022년 7월 18일 ~ 현재[2]

## 코너

### 평일
- 검색퀴즈

### 매일
- 출석체크
- 드디어 신청곡 받습니다
- 주간 황제성
- 월뮤페 퀴즈

### 요일 코너 (2, 3부)

#### 월요일
- 전주 들어갑니다
- 댓글 따라따라와

#### 화요일
- 케니퐝[3]
- 키보드 워리어

#### 수요일
- 릴레이 퀴즈
- 안무 복사기

#### 목요일
- 텔레파시 제로
- 퀵 슬로우 플레이 스탑

#### 금요일
- 오스트 퀴즈
- 신나는 쿵쿵따

#### 토요일
- 오늘은 동심
- 주말 플레이리스트 퀴즈

#### 일요일
- 사투리 퀴즈
- 뒤북인가요

## 지역 방송국 프로그램
| 방송 채널         | 방송 권역                          | 프로그램                               | 방송 시간                                | 진행자         |
| ----------------- | ---------------------------------- | -------------------------------------- | ---------------------------------------- | -------------- |
| TJB POWER FM      | 대전광역시 세종특별자치시 충청남도 | 가요캠프                               | 매일 오후 4시 ~ 저녁 6시                 | 최덕환         |
| CJB JOY FM        | 충청북도                           | 길원득의 음악앨범                      | 매일 오후 4시 ~ 저녁 6시                 | 길원득         |
| kbc My FM         | 광주광역시 전라남도                | 행복한 추억찾기                        | 매일 오후 4시 ~ 저녁 6시                 | 양미희         |
| JIBS New Power FM | 제주특별자치도                     | 이정민의 All4U                         | 매일 오후 4시 ~ 저녁 6시                 | 이정민         |
| KNN 파워FM        | 부산광역시 경상남도                | 강영운, 이윤정의 노래하나 얘기둘       | 매일 오후 4시 ~ 저녁 5시 50분            | 강영운, 이윤정 |
| KNN 파워FM        | 부산광역시 경상남도                | KNN 웰빙라이프                         | 매일 저녁 5시 50분 ~ 저녁 6시            | 조문경         |
| ubc Green FM      | 울산광역시                         | 행복한 네시 정윤지입니다               | 매주 월요일 ~ 토요일 오후 4시 ~ 저녁 6시 | 정윤지         |
| ubc Green FM      | 울산광역시                         | 이승재의 일요음악특급                  | 매주 일요일 오후 4시 ~ 저녁 6시          | 이승재         |
| JTV MAGIC FM      | 전북특별자치도                     | 우리가 사랑한 순간들                   | 매주 월요일 ~ 토요일 오후 4시 ~ 저녁 6시 | 봉준일         |
| JTV MAGIC FM      | 전북특별자치도                     | 마음 한 조각, 일요일 오후 박주은입니다 | 매주 일요일 오후 4시 ~ 저녁 6시          | 박주은         |

## 동시간대 관련 경쟁 프로그램
- 윤정수 남창희의 미스터 라디오 (KBS 쿨 FM (KBS 2FM))